# Georg II av Waldeck-Pyrmont
Georg II av Waldeck-Pyrmont, född 20 september 1789 i Weil am Rhein, död 15 maj 1845 i Bad Arolsen, son till furst Georg av Waldeck-Pyrmont och Augusta av Schwarzburg-Sondershausen.
Han gifte sig i Schaumburg 1823 med Emma av Anhalt-Bernburg (1802-1858), dotter till Viktor II av Anhalt-Bernburg och Amalia av Nassau-Weilburg.

## Barn
- Augusta Amalia (1824-1893), gift med Alfred zu Stolberg-Stolberg
- Josef Fredrik (1825-1829)
- Hermine av Waldeck-Pyrmont (1827-1910), gift med Adolf I av Schaumburg-Lippe
- Georg Viktor av Waldeck-Pyrmont (1831-1893)
- Wolrad Melander (1833-1867, död i Kairo)